# タツィアナ・シャラコヴァ
タツィアナ・シャラコヴァ（ベラルーシ語: Таццяна Шаракова, ラテン文字転写: Tatsiana Sharakova, 1984年7月31日 - ）は、ベラルーシ、ヴォルシャ出身の女子自転車競技選手。

## 来歴
2005年
- ベラルーシ選手権・個人ロードレース 優勝
- ヨーロッパ自転車競技選手権大会・個人追抜(U23部門) 優勝

2006年
- ヨーロッパ自転車競技選手権大会・個人追抜(U23部門) 優勝

2007年
- ベラルーシ選手権
  - 個人ロードレース 優勝
  - 個人タイムトライアル(ITT) 優勝

2008年
- ベラルーシ選手権
  - 個人ロードレース 優勝
  - ITT 優勝

2009年
- ベラルーシ選手権
  - 個人ロードレース 優勝
  - ITT 優勝
- UCIトラックワールドカップ2009-2010
  - カリ - スクラッチ 優勝

2010年
- 世界選手権・ポイントレース 3位

2011年
- 世界選手権・ポイントレース 優勝
- ベラルーシ選手権
  - 団体追抜 優勝
  - 個人追抜 優勝
  - オムニアム 優勝
  - ポイントレース 優勝
  - スクラッチ 優勝

2012年
- ロンドンオリンピック・団体追抜 7位
- ベラルーシ選手権
  - 団体追抜 優勝
  - 個人追抜 優勝
  - オムニアム 優勝
  - ポイントレース 優勝
  - スクラッチ 優勝
  - チームスプリント 優勝
- ヨーロッパ自転車競技選手権大会・オムニアム 優勝